# Nambikwára do Norte
Nambikwára do Norte (Sjeverni Nambikwára), jedna četiri glavne grane brazilskih Nambikwara naseljenih u ranom 20. stoljeću u kišnim šumama Mato Grossa i Rondônije. Sjeverni Nambikwára su 1900. imali oko 3,000 duša organizirani u nekih desetak lokalnih skupina ili plemena koje su govorile različitim dijalektima i među kojima je dolazilo i do međuplemenskih ratova. Njihov broj opada još u prvoj polovici 20 stoljeća zbog različitih bolesti koje su sa sobom donesli Brazilci, kao i zbog samih međuplemenskih sukoba. Oko 1965. broj im pada na svega pedesetak; 136 (1999; Ethnologue).
Sjeverni Nambikwára danas žive na rezervatima Pirineus de Souza (s 118 Mamaindê, Manduka i Sabanê, 1989), Vale do Guaporé (s 341 Mamaindê i Negarotê, uključujući i Hahaintesu, Waikisu i Wasusu, 1989) i Tubarão-Latunde na gornjem toku rijeke río Pimento Bueno gdje žive Latundê s gotovo nestalim plemenima Koaiá ili Kwazá i Aikaná. 
Lovci i sakupljači.

## Plemenske skupine
Lakondê, Latundê, Mamaindê, Negarotê, Tamaindé, Tarundé (?), Tawandê (Tagnaní ?), Tawitê  (Tauite).

## Jezik i dijalekti
Sjeverni nambikwara, nazivan i mamaide imao je nekoliko dijalekta među kojima  'Ethnologue'  navodi mamaindé, negarotê, tawanxte, taxmainite, taxwensite, yalapmunxte (lacondê, latundê). Lévi-Strauss u svojim  'Tužnim tropima'  navodi kako skupine Sjevernih i Južnih nambikwara ne mogu adekvatno komunicirati sa skupinom Sabanê.

## Vanjske poveznice
- Nambikuára, Northern
- P. David Price, Real Toads in Imaginary Gardens: Aspelin vs. Lévi-Strauss on Nambiquara Nomadism[neaktivna poveznica]